# Subpterynotus
Subpterynotus là một chi ốc biển, là động vật thân mềm chân bụng sống ở biển trong họ Muricidae, họ ốc gai.

## Các loài
Các loài thuộc chi Subpterynotus bao gồm:
- Subpterynotus exquisitus (Sowerby, 1904)[2]
- Subpterynotus tatei (Verco, 1895)[3]